# Wapen van Beesd

Wapen van Beesd

Het Wapen van Beesd toont het wapen van de voormalige gemeente Beesd in Gelderland. Op 20 juli 1816 werd het wapen bevestigd door de Hoge Raad van Adel. De omschrijving luidt:
"Van keel, beladen met drie pals van Vair."

## Achtergrond
Het wapen is afgeleid van het familiewapen van De Cock uit het huis Châtillon. Telgen van dit geslacht kochten in de 13e eeuw een goed in de Tielerwaard langs de Linge. Rudolph I de Cock droeg in het jaar 1265 zijn burcht te Rhenoy en zijn goederen tussen de Beesd en Leerdam op aan de graaf van Gelre. De gemeente Beesd viel tot 19 september 1814 onder de provincie Zuid-Holland. Op 1 januari 1978 werd de gemeente toegevoegd aan Geldermalsen. Alleen de kleuren van De Cock werden overgenomen in het wapen van Geldermalsen.